# Wanneria
Wanneria is een uitgestorven geslacht van trilobieten, een groep geleedpotigen die in zee leefden. Wanneria leefde tijdens het laatste deel van het Botomien, dat duurde van ongeveer 522 tot 516 miljoen jaar geleden. Deze periode maakte deel uit van het Cambrium. Wanneria walcottana is de enig bekende soort in dit geslacht (het geslacht is monotypisch).

## Taxonomie

### Naam
De naam Wanneria werd voor het eerst gepubliceerd door Charles Walcott in 1908. Bij publicatie nam Walcott drie soorten in het geslacht op: de al eerder als Olenellus walcottanus gepubliceerde Wanneria walcottana (Wanner, 1901) (als "walcottanus"), Wanneria halli Walcott 1908 en Wanneria gracile Walcott 1908. Wanneria gracilis werd in 1910 door Walcott zelf in het geslacht Nevadia geplaatst; Wanneria halli werd in 1956 door H.J. Harrington in het geslacht Fremontella geplaatst, waarmee Wanneria een monotypisch geslacht werd.

### Relatie binnen de Olenelloidea
Wanneria walcottana is nauw verwant aan de gemeenschappelijke voorouder van de Holmiidae, en van de groep die bestaat uit Fritzolenellus, Mummaspis, Laudonia, de Biceratopsinae en de Bristoliinae. Tot dusver kon cladistische analyse niet bepalen met welk van deze twee groepen Wanneria het meest verwant is. De zustergroep van deze drie samen is het geslacht Elliptocephala.

### Soorten voorheen toegeschreven aanWanneria
- W. halli = Fremontella halli
- W. jaquetti Neltner & Poctey 1950 p. 74-75, pl. VI, fig. 5[5] = Neltneria jaquetti
- W. jaquetti Neltner & Poctey 1950 p. 74-75, pl. VI, fig. 1-4 = Bondonella typica
- W. logani = Elliptocephala logani
- W. lundgreni = Elliptocephala lundgreni
- W. macer = Mummaspis macer
- W. mediocris = Elliptocephala mediocris
- W. mexicana prima = Lochmanolenellus mexicana
- W. mirabilis = Elliptocephala mirabilis
- W. occidens = Mummaspis occidens
- W. parvifrons = Elliptocephala parvifrons
- W. ruginosa = Elliptocephala mediocris
- W. subglabra = Elliptocephala mediocris
- W. troelseni = Elliptocephala mediocris
- W. walcottanus = Mummaspis macer[4]

## Voorkomen
Wanneria walcottana komt voor in het midden van de Boven-Olenellus-zone van Pennsylvania (Kinzers Formatie, steenslaggroeve en de muren van een gesloopt huurhuis op de boerderij van Noah L. Getz, aan de Harrisburg Pike, 1½ km ten noorden van Rohrerstown, ongeveer 4 km ten westen van Lancaster, Lancaster County (40°0'N 76°42'W), van Nevada (Harkless Formatie, noordoostelijk van Goldpoint, Dyeran, Esmeralda County (37°24'N 117°24'W), Mexico (Buelna Formatie, Cerro Rajon, Caborca Gewest (30°24'N 111°54'W) en van Groenland.

## Beschrijving
Zoals met de meeste vroege trilobieten, heeft Wanneria walcottana een plat exoskelet, dat slechts licht is verkalkt, en halve-maanvormige oogbogen. Als alle soorten van de onderorde Olenellina, heeft Wanneria geen scheurnaden. Zoals alle andere leden van de superfamilie Olenelloidea ontspringt de oogboog uit de achterkant van de voorlob (L4) van het centrale gebied van het kopschild, de zogenoemde glabella. Het exoskelet van Wanneria is omgekeerd eivormig, ongeveer 1½ maal langer dan breed, de stekelvormige uiteinden van de thoraxsegmenten niet meegerekend; het is het breedst aan de achterkant van het kopschild. Het kopschild (of cephalon) is halfrond, en de achterrand staat loodrecht op de middellijn of is iets naar achteren afgebogen. L4 is breder dan de andere lobben van de glabella en raakt aan de voorzijde de opstaande rand die het cephalon omzoomt. De rechter en linker plooi (S1) tussen het eerste (L1) en tweede (L2) paar zijlobben (geteld vanaf de achterkant van het cephalon) maken geen contact met elkaar en lopen van de middenas naar buiten iets naar voor. De sikkelvormige staan aan de achterkant van L4 en strekken zich uit tot het eerste paar zij-lobben van de glabella (of L1). De zijranden van het cephalon gaan over in naar achteren wijzende wangstekels, die tot ongeveer het 4e thoraxsegment reiken. Het gesegmenteerde middenlijf (of thorax) heeft 17 segmenten. De segmenten 1 tot 14 dragen een knobbel op de middellijn; segment 15 draagt een korte stekel die aan de basis ongeveer een kwart van de breedte van de as heeft. De as beslaat ongeveer een kwart van de breedte van de thorax. Anders dan bij de meeste Olenelloidea, is het derde thoraxsegment bij Wanneria niet vergroot met een lange zijstekel, maar gelijk in grootte en vorm als de segmenten ernaast. De stekels waarin de thoraxsegmenten aan de zijkant uitlopen zijn licht naar achteren gebogen. Bij de voorste segmenten wijzen ze nog vrijwel zijwaarts, maar verder naar achteren wijzen ze geleidelijk steeds meer naar achteren en uiteindelijk bij segment 17 zelfs iets naar binnen.